# Festivalul "George Enescu"
Festivalul “George Enescu” este un film românesc din 1986 regizat de Tereza Barta. (A nu se confunda cu festivalul internațional de muzică "George Enescu".)